# Feia nota
Feia nota es una especie de peces de la familia Gobiidae, en el orden de los Perciformes.

## Hábitat
Es un pez de mar y de clima tropical y demersal que vive entre los 13 y los 15 m (metros) de profundidad.

## Distribución geográfica
Se encuentra en Australia.

## Observaciones
Es inofensivo para los humanos.